# Anaxibia nigricauda
Anaxibia nigricauda là một loài nhện trong họ Dictynidae.
Loài này thuộc chi Anaxibia. Anaxibia nigricauda được Eugène Simon miêu tả năm 1905.